# Hibbertia montana
Hibbertia montana är en tvåhjärtbladig växtart som beskrevs av Ernst Gottlieb von Steudel. Hibbertia montana ingår i släktet Hibbertia och familjen Dilleniaceae. Inga underarter finns listade i Catalogue of Life.